# 384. strelska divizija (ZSSR)
384. strelska divizija (izvirno rusko 384. стрелковая дивизия; kratica 384. SD) je bila strelska divizija Rdeče armade v času druge svetovne vojne.

## Zgodovina
Divizija je bila ustanovljena avgusta 1941 in bila razpuščena decembra 1942. Pozneje so jo reaktivirali.